# Magnificat (film)
Magnificat è un film del 1993 diretto da Pupi Avati.
Presentato in concorso al 46º Festival di Cannes, è ambientato nella settimana santa della Pasqua del 926 dopo Cristo. 
Narra di come gli uomini del tempo, nonostante la mancanza di segni tangibili di Dio, continuino grazie alla fede a cercare disperatamente un rifugio nella religione, per dare così un senso agli orrori del mondo, come ha spiegato lo stesso Avati:

## Trama
Un boia con il suo aiutante, una quattordicenne ordinata monaca di clausura, un signore feudale morente, una concubina reale alle soglie del parto, una coppia di giovani sposi. Tutto è narrato in una trama in cui s'intrecciano le strade delle persone, mentre la voce fuoricampo del narratore commenta con piglio antropologico le usanze e le superstizioni ancora pagane, di quell'epoca così diversa dal mondo moderno, ma anche dal medioevo più recente.
Il film inizia con una invocazione poetica di un autore che chiede la benedizione di Dio per questo suo Magnificat, poi passa a descrivere «quello che accadde nella settimana santa dell'anno novecentoventiseiesimo dalla nascita del Cristo», nelle terre del Signore di Malfole. La gente credeva che «il Sole si riposasse in fondo al mare, e ovunque era visto il segno della presenza di Dio nelle cose, nelle trasparenze, nelle acque».
Folco, boia senza aiutante, ne cerca uno per la sua missione quinquennale alla famiglia che abita alle Rocchette. Lo va a trovare in una famiglia di agricoltori e allevatori di maiali, e dopo la lettura dell'editto che illustra la missione da compiere, lo trova nel giovane Baino, che riceve un bracciale con i 5 anelli, affinché venga riconosciuto e rispettato dai sudditi.
Nel frattempo Roza, concubina reale di Ugo di Provenza, è diretta al Monastero della Visitazione, che si narrava essere stato edificato da Carlo Magno oltre 100 anni prima, e dato al Sacro ordine della S. Veste. Lei porta al collo una pietra magnetica, conosciuta come Pietra d'Aquila, che protegge il nascituro, destinato a venire al mondo durante la Settimana santa, dai mali del mondo. È in lotta per dare al re un erede, perché altre due donne sono incinte e in procinto di dare al re un figlio. Nonostante questo sortilegio proibito dalla Chiesa, ella si muove con il suo seguito, portata a spalla dai servi e seguita da mammane e serventi varie, verso questo monastero, che è rinomato perché vi si conserva, appeso al soffitto dentro una gabbia, il vestito della Madonna, riportato dalla Terra santa da un pellegrino all'epoca dei Re Merovingi, che è protezione per le partorienti. Essendo un monastero regio, vi è un posto per il re, che quando non è presente viene occupato perennemente da una monaca in preghiera per il monarca.
Quello stesso lunedì Santo, Margherita, settima figlia di una casata di campagna là vicina, nella Conca di Montefiore, viene ufficialmente inviata al monastero della Visitazione, con la lettura del testamento che affida alla Chiesa la sua eredità, che è un settimo di tutte le proprietà familiari. In cambio la famiglia ottiene per dieci anni i diritti di pesca e di dazio della zona, ma lei parte con solo una tunica rattoppata, la mantella di sua madre e una cassa di arredo, che servirà eventualmente anche per cassa funeraria. Suo padre pianta una colomba di legno su un palo, antica usanza pagana per indicare alle anime di persone morte lontane la via di casa, aggiungendola alle altre. «Questa sei te», le dice con accento toscano.
I due boia nel frattempo fanno pratica con la legislazione e l'esecuzione dei condannati. Vengono citate le condanne (per i ladri, un orecchio tagliato o un occhio cavato per un furto, una mano se recidivi, impiccagione per la terza volta). Baino chiede a Folco se è vero che lui è il sostituto di suo figlio, morto per qualche motivo. Folco non risponde, ma continua a citare la legislazione e a farlo esercitare con l'ascia per l'esecuzione capitale. Mentre il ragazzo si allena, Folco vede una giovane che sembra invitarlo, e scappa da lei per accoppiarvisi.
Roza arriva al Monastero, dove viene arredata una cella per la sua permanenza durante la Settimana santa, con illuminazione data da torce di Spagna.
Gomario Grifone, signore di una terra vicina, sente nel frattempo la morte arrivare. È gravemente ammalato e ridotto quasi all'agonia. Si fa portare, per incontrare il suo destino, anche lui al Monastero della Visitazione. Arriva lungo il fiume che lo vide immerso al tempo dell'investitura da cavaliere, con una barca, fatta preparare apposta con il legno di un bosco sacro dove era sepolta la sua amante, accompagnato dal figlio prediletto, i tre figli bastardi, e l'amante dell'ultimo suo periodo di vita, Martinella.
Nel frattempo Margherita parte con il carro e incontra dei guerrieri del Norico, che tornano verso la loro terra cercando cibo e mostrando in cambio il corpo del loro re morto ucciso da dei contadini, che è legato sopra il cavallo come se fosse vivo.
Il Nobile Gomario parla con la sua piccola corte, e dà le disposizioni per la propria morte, tra cui la recita di cento messe e le eredità, inclusa la rocca di Prada.
Margherita arriva al Monastero, venendo accolta dalle badesse e messa al posto di una oblata appena morta, a cui viene data tutta la dote di questa. La ragazzina appena morta viene preparata per la sepoltura, incluso il rito di reminiscenza barbarica, di intrecciare rovi attorno alla cassa, per allontanare gli spiriti maligni. L'oblata era stata data da una famiglia vicina, in cambio di dieci anni di gestione del mulino della zona.
A quel punto la coppia di boia, Folco e Baino, ha il primo incarico. Si tratta di un processo di stregoneria, in cui una donna viene accusata di avere fatto un elaborato sortilegio per rendere impotente il marito, allo scopo di conservarsi solo per l'amante. Il marito giura contro la moglie, questo basta per il giudizio, e la donna viene condannata ad essere affogata. Baino cerca di rendersi utile, ma esita, e allora Folco da solo affoga la donna.
Arustico di Gerusalemme prestava servizio con la servitù di guardia alla Torre del Passero, contro "quelli di Gragnone". Le donne di Bosco Gennaro portavano ai guardiani della torre, che restavano al loro posto per nove giorni consecutivi. Così Venturina di Bosco Gennaro lo conobbe e si innamorarono. Festeggiano così il loro fidanzamento ufficiale, dopo avere visitato la tenda di Gomario, chiedendo l'unione e dichiarando di non essere parenti stretti.
Folco e Baino nel frattempo arrivano ad un paese in cui un uomo è accusato di avere ucciso la propria moglie. Dodici vicini hanno giurato, quindi lui è colpevole. Se può pagare 200 monete per la propria vita è salvo, ma in questo caso non può, e quindi viene sottoposto all'ordalia. Gli viene messa una verga di metallo rovente tra le mani, poi queste vengono fasciate e se dopo tre giorni recherà traccia di ustioni, allora verrà squartato vivo. L'uomo viene affidato ai boia che lo custodiranno per i tre giorni e tre notti in cui la volontà di Dio dovrà manifestarsi.
Nel frattempo, Gomario dice al figlio che se potrà tornare dalla morte, gli darà un segno. Quella notte viene costruito un cerchio di corde e candele benedette attorno alla tenda del Signore, che lascia solo un pertugio da cui la morte passa per venire a prendere il moribondo. All'alba del giovedì santo il signore di Malfore muore. Viene immerso nel vino e pulito con foglie di palma, mentre uno dei figli recita le sue gesta in battaglia.
Nel frattempo, i due boia e il condannato visitano una vedova folle che era conosciuta per i suoi facili costumi, ma quest'ultimo desiderio carnale dell'uxoricida non riesce ad essere esaudito, vengono infatti accolti a pietrate.
Gomario viene portato alla chiesa del Monastero della Visitazione, dove Margherita ha preso da qualche giorno il suo posto di oblata. La concubina del re viene nel frattempo colta dalle doglie e dà alla luce il figlio: però, tra lo scontento generale, è una femmina.
Passati i tre giorni, i boia vanno a far esaminare il condannato. Ma le ustioni hanno ancora ben chiaro il loro segno, e viene dichiarato colpevole e mendace. La notte la passa angosciato, chiedendo ai boia come verrà ucciso. Il giorno dopo viene squartato, e con sorpresa Folco osserva che Baino, tutt'altro che esitante, si avventa con furia con l'ascia sul condannato, e lo uccide rapidamente, cercando di abbreviargli le sofferenze.
Arustico e Venturina si sposano, con una cerimonia celebrata direttamente nella camera nuziale, con tutti i parenti e il figlio di Gomario, a cui hanno chiesto l'assenso per il matrimonio. Quest'ultimo continua a ricercare quel segno dal cielo che il padre gli ha promesso, segno che non si manifesterà.

## Produzione
Parte del film è stata girata in Abruzzo, nell'abbazia di San Liberatore a Maiella a Serramonacesca, nella chiesa dell'Assunta a Bominaco, e nella chiesa di Santa Maria in Valle Porclaneta a Rosciolo dei Marsi.

## Riconoscimenti
- Ciak d'oro
  - 1994 - Migliori costumi a Sissi Parravicini[3]